# 1985–1986-os UEFA-kupa
Az 1985–1986-os UEFA-kupa a verseny 15. szezonja. A kupát a spanyol Real Madrid nyerte, miután a kétmérkőzéses döntőben 5–3-as összesítéssel győzte le a nyugatnémet 1. FC Köln csapatát. Az angol klubok az európai kupákból való ötéves eltiltásuk miatt nem indulhattak (a Liverpool hat évet kapott). A büntetés miatt a Tottenham Hotspur, a Southampton és a Norwich City nem indulhatott ebben a szezonban.

## Első kör
| 1. csapat                  | Össz.    | 2. csapat                 | 1. mérk. | 2. mérk. |
| -------------------------- | -------- | ------------------------- | -------- | -------- |
| 1. FC Köln                 | 2–1      | Sporting de Gijón         | 0–0      | 2–1      |
| AEK Athén FC               | 1–5      | Real Madrid               | 1–0      | 0–5      |
| AJ Auxerre                 | 3–4      | AC Milan                  | 3–1      | 0–3      |
| APÓEL                      | 4–6      | PFK Lokomotiv Szófia      | 2–2      | 2–4 (hu) |
| Athletic Club              | 5–1      | Beşiktaş JK               | 4–1      | 1–0      |
| Boavista FC                | 5–6      | Club Brugge               | 4–3      | 1–3      |
| Bohemian FC                | 4–7      | Dundee United FC          | 2–5      | 2–2      |
| Borussia Mönchengladbach   | 3–1      | Lech Poznań               | 1–1      | 2–0      |
| Coleraine FC               | 1–6      | Lokomotive Leipzig        | 1–1      | 0–5      |
| Dinamo Bucureşti           | 2–2 (ig) | FK Vardar                 | 2–1      | 0–1      |
| FC Avenir Beggen           | 0–6      | PSV Eindhoven             | 0–2      | 0–4      |
| FK Csornomorec Odessza     | 4–4 (ig) | Werder Bremen             | 2–1      | 2–3      |
| Wismut Aue                 | 2–5      | FK Dnipro Dnipropetrovszk | 1–3      | 1–2      |
| FK Szpartak Moszkva        | 4–1      | Turun Palloseura          | 1–0      | 3–1      |
| Rába ETO                   | 4–5      | FC Bohemians Praha        | 3–1      | 1–4 (hu) |
| Hajduk Split               | 7–3      | FC Metz                   | 5–1      | 2–2      |
| FC Internazionale Milano   | 5–1      | FC St. Gallen             | 5–1      | 0–0      |
| KSV Waregem                | 6–2      | Aarhus Gymnastik Forening | 5–2      | 1–0      |
| KS Dinamo Tirana           | 1–0      | Ħamrun Spartans           | 1–0      | 0–0      |
| LASK Linz                  | 3–0      | FC Baník Ostrava          | 2–0      | 1–0      |
| Legia Warszawa             | 4–1      | Viking FK                 | 3–0      | 1–1      |
| Neuchâtel Xamax            | 7–4      | Sportul Studenţesc        | 3–0      | 4–4      |
| Pirin Blagoevgrad          | 1–7      | Hammarby IF               | 1–3      | 0–4      |
| Portimonense SC            | 1–4      | FK Partizan               | 1–0      | 0–4      |
| RFC de Liège               | 4–1      | FC Wacker Innsbruck       | 1–0      | 3–1      |
| Rangers FC                 | 1–2      | CA Osasuna                | 1–0      | 0–2      |
| SK Slavia Praha            | 1–3      | St Mirren FC              | 1–0      | 0–3 (hu) |
| Sparta Rotterdam           | 2–2 (bp) | Hamburger SV              | 2–0      | 0–2      |
| Sporting Clube de Portugal | 4–3      | Feyenoord Rotterdam       | 3–1      | 1–2      |
| Torino FC                  | 3–2      | Panathinaikósz            | 2–1      | 1–1      |
| Valur                      | 2–4      | FC Nantes Atlantique      | 2–1      | 0–3      |
| Videoton SC                | 3–3 (ig) | Malmö FF                  | 1–0      | 2–3      |

## Második kör
| 1. csapat            | Össz.    | 2. csapat                  | 1. mérk. | 2. mérk. |
| -------------------- | -------- | -------------------------- | -------- | -------- |
| 1. FC Köln           | 8–2      | FC Bohemians Praha         | 4–0      | 4–2      |
| AC Milan             | 3–3 (ig) | Lokomotive Leipzig         | 2–0      | 1–3      |
| Dundee United FC     | 3–1      | FK Vardar                  | 2–0      | 1–1      |
| FK Szpartak Moszkva  | 4–1      | Club Brugge                | 1–0      | 3–1      |
| FK Partizan          | 1–5      | FC Nantes Atlantique       | 1–1      | 0–4      |
| Hammarby IF          | 5–4      | St Mirren FC               | 3–3      | 2–1      |
| KSV Waregem          | 3–2      | CA Osasuna                 | 2–0      | 1–2      |
| KS Dinamo Tirana     | 0–1      | Sporting Clube de Portugal | 0–0      | 0–1      |
| LASK Linz            | 1–4      | FC Internazionale Milano   | 1–0      | 0–4      |
| PFK Lokomotiv Szófia | 1–1 (ig) | Neuchâtel Xamax            | 1–1      | 0–0      |
| PSV Eindhoven        | 2–3      | FK Dnipro Dnipropetrovszk  | 2–2      | 0–1      |
| RFC de Liège         | 1–4      | Athletic Club              | 0–1      | 1–3      |
| Real Madrid          | 2–1      | FK Csornomorec Odessza     | 2–1      | 0–0      |
| Sparta Rotterdam     | 2–6      | Borussia Mönchengladbach   | 1–1      | 1–5      |
| Torino FC            | 2–4      | Hajduk Split               | 1–1      | 1–3      |
| Videoton SC          | 1–2      | Legia Warszawa             | 0–1      | 1–1      |

## Harmadik kör
| 1. csapat                 | Össz.    | 2. csapat                  | 1. mérk. | 2. mérk. |
| ------------------------- | -------- | -------------------------- | -------- | -------- |
| Athletic Club             | 2–4      | Sporting Clube de Portugal | 2–1      | 0–3      |
| Borussia Mönchengladbach  | 5–5 (ig) | Real Madrid                | 5–1      | 0–4      |
| Dundee United FC          | 3–4      | Neuchâtel Xamax            | 2–1      | 1–3 (hu) |
| FK Dnipro Dnipropetrovszk | 0–3      | Hajduk Split               | 0–1      | 0–2      |
| FK Szpartak Moszkva       | 1–2      | FC Nantes Atlantique       | 0–1      | 1–1      |
| Hammarby IF               | 3–4      | 1. FC Köln                 | 2–1      | 1–3      |
| FC Internazionale Milano  | 1–0      | Legia Warszawa             | 0–0      | 1–0 (hu) |
| KSV Waregem               | 3–2      | AC Milan                   | 1–1      | 2–1      |

## Negyeddöntő
| 1. csapat                  | Össz.    | 2. csapat            | 1. mérk. | 2. mérk. |
| -------------------------- | -------- | -------------------- | -------- | -------- |
| Hajduk Split               | 1–1 (bp) | KSV Waregem          | 1–0      | 0–1      |
| FC Internazionale Milano   | 6–3      | FC Nantes Atlantique | 3–0      | 3–3      |
| Real Madrid                | 3–2      | Neuchâtel Xamax      | 3–0      | 0–2      |
| Sporting Clube de Portugal | 1–3      | 1. FC Köln           | 1–1      | 0–2      |

## Elődöntő
| 1. csapat                | Össz. | 2. csapat   | 1. mérk. | 2. mérk. |
| ------------------------ | ----- | ----------- | -------- | -------- |
| 1. FC Köln               | 7–3   | KSV Waregem | 4–0      | 3–3      |
| FC Internazionale Milano | 4–6   | Real Madrid | 3–1      | 1–5 (hu) |

## Döntő
| 1. csapat   | Össz. | 2. csapat  | 1. mérk. | 2. mérk. |
| ----------- | ----- | ---------- | -------- | -------- |
| Real Madrid | 5–3   | 1. FC Köln | 5–1      | 0–2      |